# 今利屋丑蔵
今利屋 丑蔵（いまりや うしぞう、生没年不詳）とは江戸時代の江戸の地本問屋。

## 来歴
文芳堂または文宝堂と号す。文政年間に江戸の日本橋青物町において地本問屋を営業している。歌川豊国、歌川国貞、2代目歌川国政の錦絵を出版している。

## 作品
- 歌川豊国 「三世尾上菊五郎の梅の由兵衛」 大判 錦絵 文政6年（1823年）
- 歌川豊国 「今様美人合 新製姿見酒盃」 大判 錦絵揃物 文政6年（1823年）‐文政7年（1824年）ころ
- 歌川国貞 「三世坂東三津五郎の熊谷と岩井紫若のあつ盛」 大判2枚続 錦絵 文政8年（1825年）7月市村座『一谷嫩軍記』に取材
- 2代目歌川国政 「（七世）市川団十郎と悴市川新之助」 大判 錦絵 文政6年（1823年） ※八世市川団十郎出生の祝絵